# Estação Ferroviária do Pocinho
A Estação Ferroviária do Pocinho é uma interface da Linha do Douro, que serve a localidade do Pocinho, no concelho de Vila Nova de Foz Coa, no Norte de Portugal. Também serviu como entroncamento com a Linha do Sabor durante o seu funcionamento, entre 1911 e 1988. Desde 1988 é estação terminal da Linha do Douro, dado o encerramento do troço que se prolongava até Barca d’Alva e Espanha.

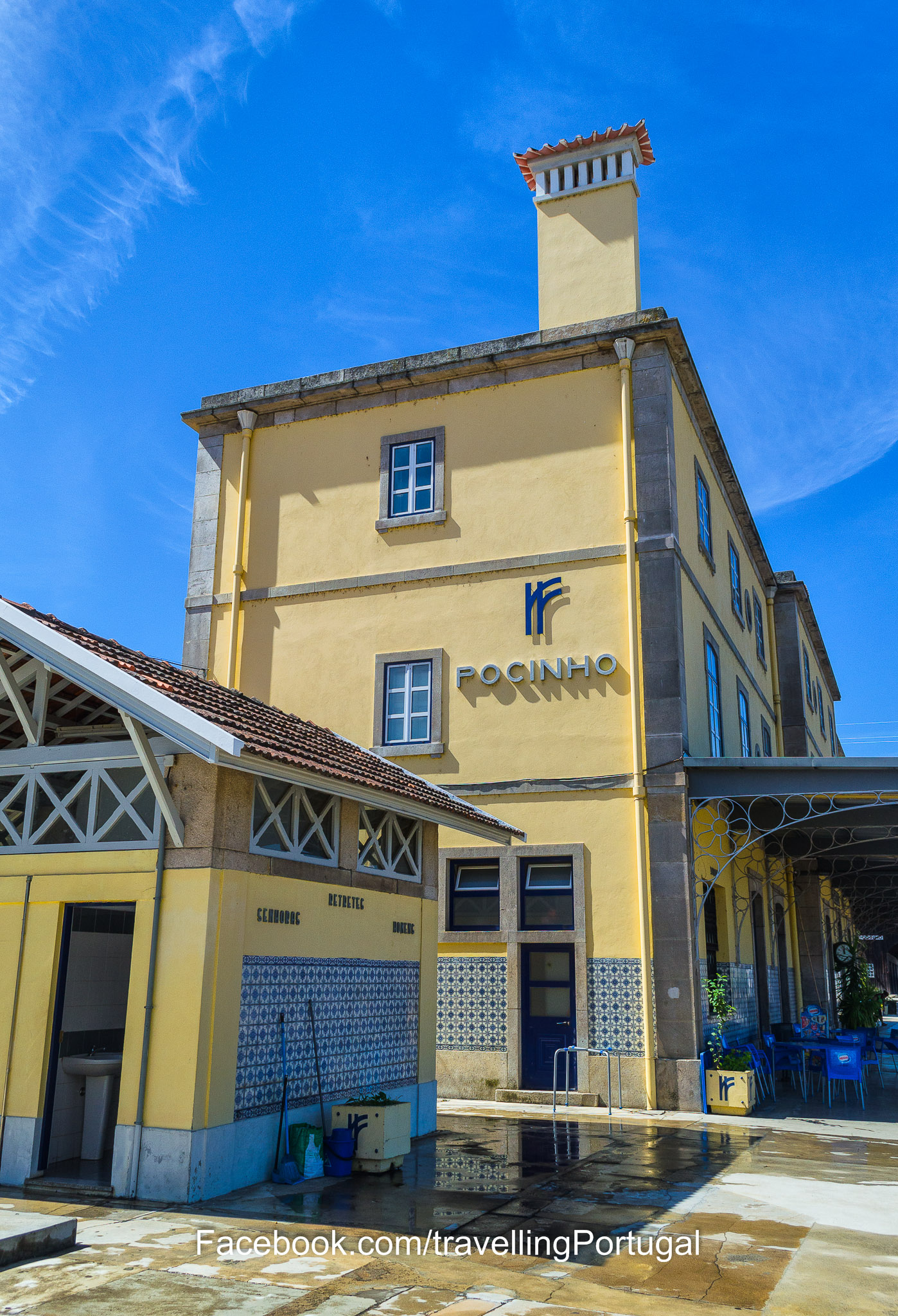
A estação de Pocinho, na década de 2010.

## Descrição

### Localização e acessos
A estação situa-se junto à localidade do Pocinho, com acesso pela Rua da Estação.

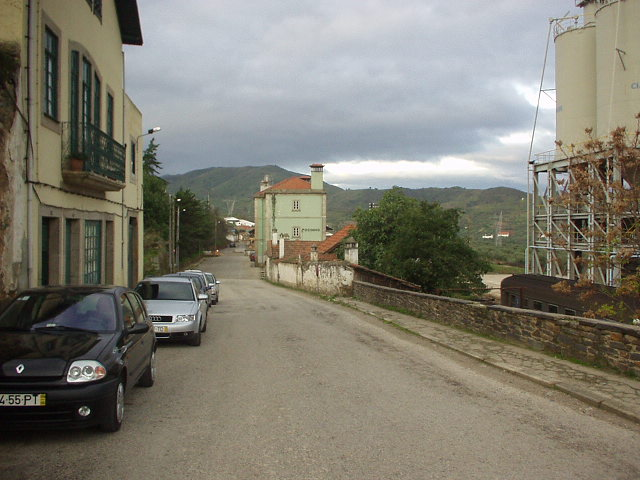
Acesso rodoviário à estação do Pocinho.

### Infraestrutura
O edifício de passageiros situa-se do lado sul da via (lado direito do sentido ascendente, a Barca d’Alva). Em Janeiro de 2011, também tinha um serviço de informação ao público, prestado pela Rede Ferroviária Nacional.
Esta interface apresenta seis vias de circulação, identificadas como I, IA, I+IA, II, IIA, e II+IIA, com extensões variando entre 352 e 802 m, sendo apenas a primeira acessível por plataforma, que tem 129 m de comprimento e 30 cm de altura; existem ainda três vias secundárias, identificada como III, IV, e V, com comprimentos entre 164 e 177 m. Em Outubro de 2003, a Rede Ferroviária Nacional prestava aqui os serviços de tratamento de mercadorias, manobras, e limpeza de carruagens e vagões. Em Junho de 2007, também tinha um serviço de abastecimento de água, e em Outubro de 2004 apresentava a classificação E (Estação) da Rede Ferroviária Nacional.

### Serviços
Em dados de 2023, esta interface é servida por comboios de passageiros da C.P. de tipos regional e inter-regional, com seis circulações diárias em cada sentido, ligando a Régua, Porto-Campanhã, e Porto-São Bento.

## História

### Século XIX
O troço entre Tua e o Pocinho da Linha do Douro foi aberto à exploração em 10 de Janeiro de 1887, tendo sido a estação terminal provisória da linha até à entrada ao serviço do troço seguinte, até Côa, em 5 de Maio do mesmo ano.

### Século XX
No Plano da Rede Complementar ao Norte do Mondego, promulgado por um decreto de 15 de Janeiro de 1900, estava prevista uma ligação de via larga entre o Pocinho e Vila Franca das Naves, na Linha da Beira Alta. Esta linha, em conjunto com a do Sabor, tinha sido recomendada pela comissão responsável pelos estudos da rede ferroviária complementar no Norte do país, e era considerada de grande importância, uma vez que ligaria as regiões do Douro e Trás-os-Montes à Beira Alta e ao centro do país. Em Dezembro de 1968, o Gabinete de Estudos e Planeamento de Transportes Terrestres já tinha realizado o estudo para esta linha.
Em 1901, um estudo da operadora Caminhos de Ferro do Estado revelou que esta estação possuía ligações rodoviárias com a Estrada Real n.º 9, em ambas as margens do Rio Douro. Na margem Norte, também era servida por um ramal da Estrada Real n.º 38, de Mirandela a Vila Flor, que entroncava na Estrada Real 9 junto à foz do Rio Sabor, e estava planeada a construção da Estrada Distrital n.º 58, que facilitaria o acesso do Concelho de Alfândega da Fé à estação. A estação do Pocinho era uma das servidas pelo Comboio Porto-Medina, que circulou desde os inícios do século XX até 1914, e que ligava a cidade do Porto a Salamanca e Medina del Campo. O comboio foi retomado em 1919, mas foi definitivamente suspenso pouco tempo depois.

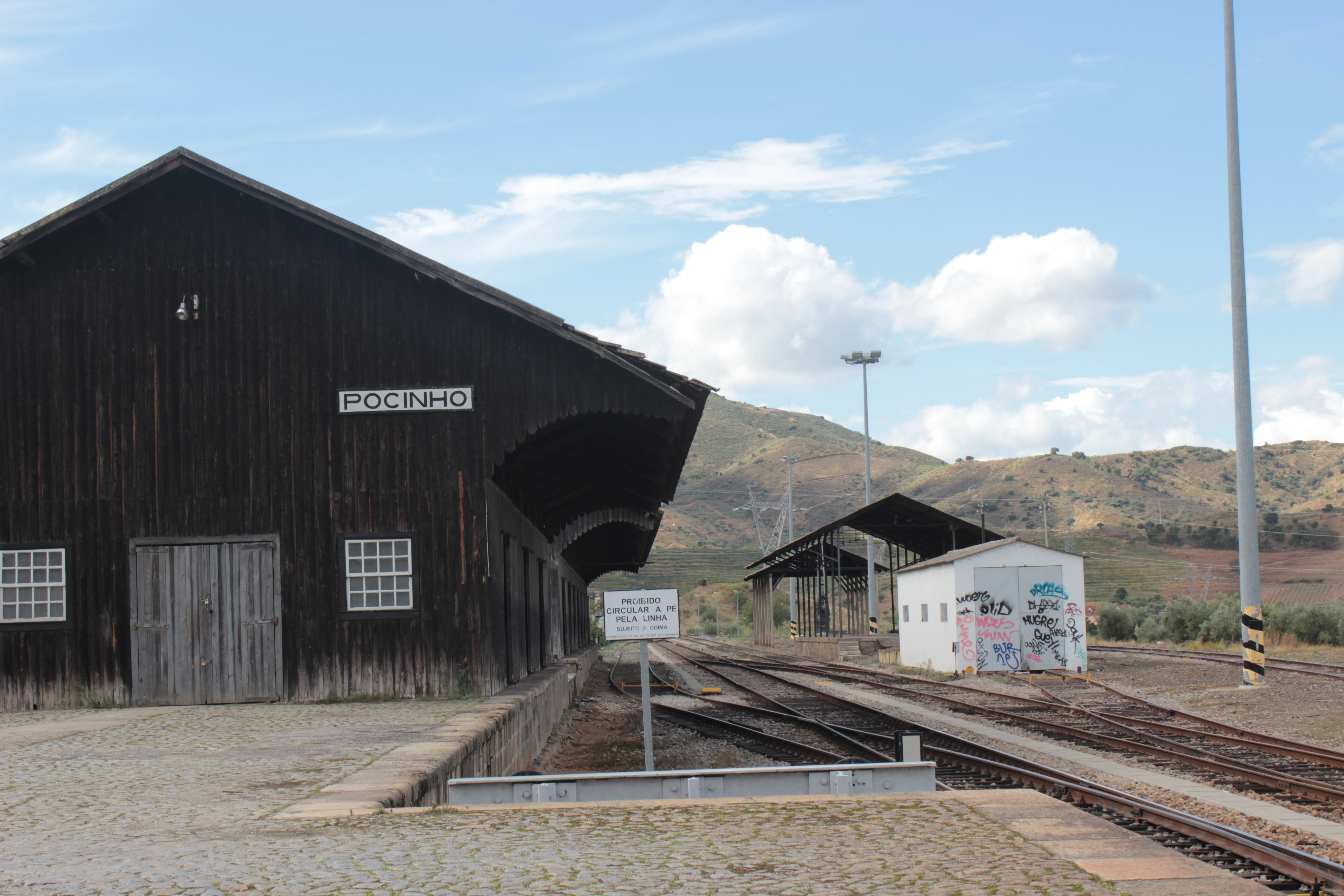
Armazém de carga na estação do Pocinho.

Em 1913, a estação do Pocinho era servida por carreiras de diligências até Vila Nova de Foz Côa, Touça, Fonte Longa, Poço do Canto e Mêda.
Quando o plano da rede ao Norte do Douro foi revisto por um decreto de 1 de Abril de 1930, um dos caminhos de ferro de via estreita que foram classificados foi a Linha do Côa, do Pocinho a Idanha-a-Nova, com cerca de 183 km de comprimento. Também se sugeriu a adaptação a via algaliada no lanço entre Livração e o Pocinho, obra que permitiria ligar todas as linhas de via estreita em Trás-os-Montes, mas causaria grandes perturbações ao tráfego. Em 1933, a Companhia Nacional de Caminhos de Ferro instalou uma bomba a motor no Rio Douro, para abastecer a toma de água. No ano seguinte, a Comissão Administrativa do Fundo Especial de Caminhos de Ferro aprovou a modificação e a ampliação das vias, e a Companhia dos Caminhos de Ferro Portugueses fez o calcetamento do cais de transbordo. Em 1935, a Companhia Nacional instalou uma báscula de 20 T nesta estação. Em 1939, a Companhia Nacional de Caminhos de Ferro, concessionária da Linha do Sabor, fez obras de remodelação nos edifícios dos Serviços de Tracção, Oficinas e Movimento e no reservatório, na estação do Pocinho.
Um diploma publicado no Diário do Governo n.º 54, II Série, de 5 de Março de 1953, autorizou a expropriação de várias parcelas de terreno junto à estação do Pocinho, para se proceder a obras de modificação e expansão daquela gare. Nesse ano, a estação do Pocinho era servida pelo menos por duas carreiras de autocarros, uma até Mêda e outra até Viseu por Sernancelhe.
Em 16 e 17 de Maio de 1995, uma comissão do governo fez uma viagem às regiões do Norte e do centro do país, para visitar os empreendimentos da Rede Rodoviária Nacional, tendo o percurso entre Lisboa e o Pocinho, no primeiro dia, sido feito de comboio.

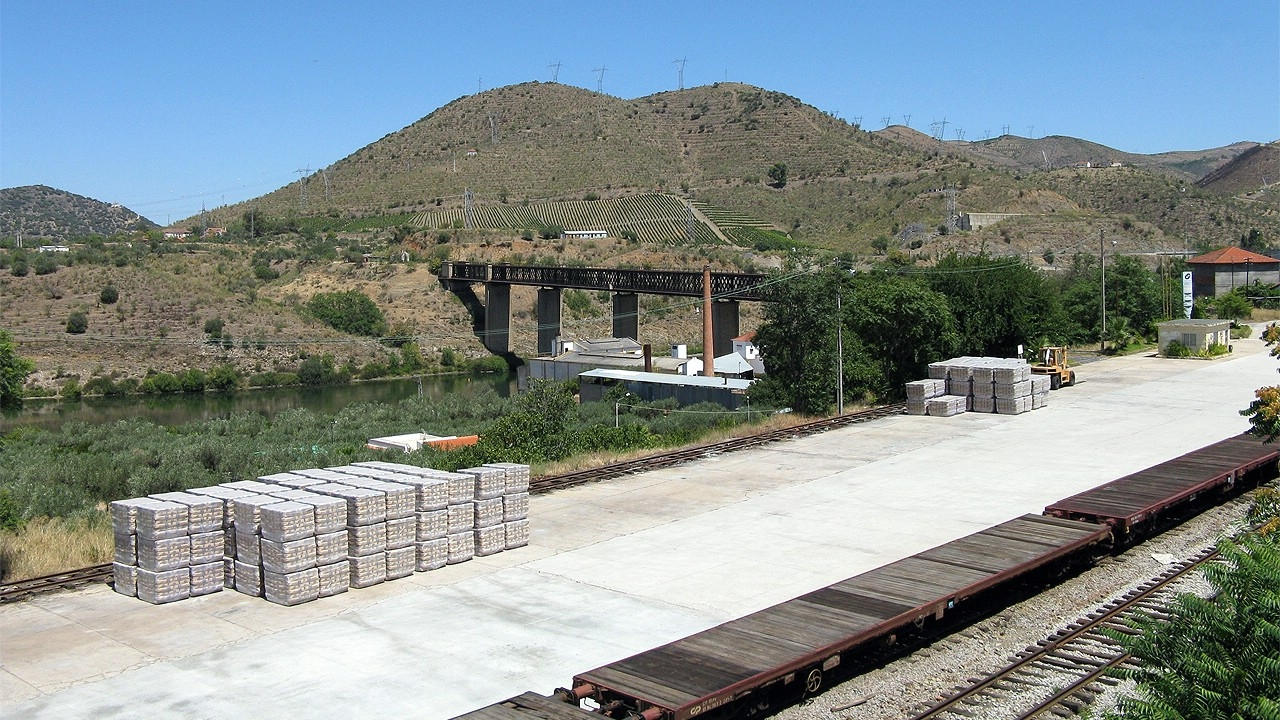
Gare de mercadorias da estação do Pocinho. Ao fundo está a Ponte Rodo-Ferroviária do Pocinho.

### Ligação à Linha do Sabor
Em 30 de Abril de 1884, a Junta Geral do Distrito de Bragança enviou uma representação à Câmara dos Deputados, para pedir a construção das linhas de Foz Tua a Mirandela e do Pocinho a Miranda do Douro. Este pedido foi repetido em 2 de Julho de 1890, quando a Câmara Municipal de Mirandela enviou uma representação à Câmara dos Deputados.
Em 1899, o engenheiro Cachapuz, que representava uma sociedade de financeiros italianos, pediu autorização ao estado para instalar diversas linhas férreas em Portugal, tendo uma delas sido do Pocinho a Moncorvo. Em 15 de Agosto desse ano, o Ministro das Obras Públicas fez uma visita ao Pocinho. Ainda nesse ano, a comissão que tinha sido formada para estudar o Plano da Rede Complementar ao Norte do Mondego propôs a construção da linha a partir do Pocinho, que serviria para transportar o minério de ferro do Reboredo e os alabastros de Vimioso, e que seria de via larga para evitar os transbordos no Pocinho. Devido à oposição do Conselho Superior de Guerra, o projecto foi mudado de forma a que o lanço de via larga fosse só até Carviçais, enquanto que o resto da linha seria de via estreita. Foi desta forma que a linha foi classificada no Plano da Rede, decretado em 15 de Fevereiro de 1900. Em 1901, o ministro Manuel Francisco de Vargas ordenou que fosse aberto o concurso para a construção da ponte do Pocinho, que seria para uso ferroviário e rodoviário, tendo o contrato sido assinado em 1903. No entanto, devido às grandes dificuldades em construir em via larga no terreno montanhoso na margem Norte do Rio Douro, e à facilidade com que o transbordo do minério podia ser feito no Pocinho, decidiu-se que a linha poderia ser totalmente de bitola estreita, com a Ponte do Pocinho preparada desde logo para futuramente receber via larga, caso no futuro se pensasse em alargar a bitola da linha. Em 3 de Outubro de 1903, foi concluído o ante-projeto para a ampliação do Pocinho, de forma a albergar também a nova linha, que foi apresentado ao Conselho Superior de Obras Públicas ainda nesse mês. As alterações no Pocinho foram feitas de forma a facilitar tanto quanto possível a transferência das mercadorias, especialmente minérios e alabastros, da linha estreita para a via larga. Em Abril de 1904, foi aprovado o projecto para a linha do Pocinho a Miranda do Douro, e pouco depois iniciaram-se as obras.

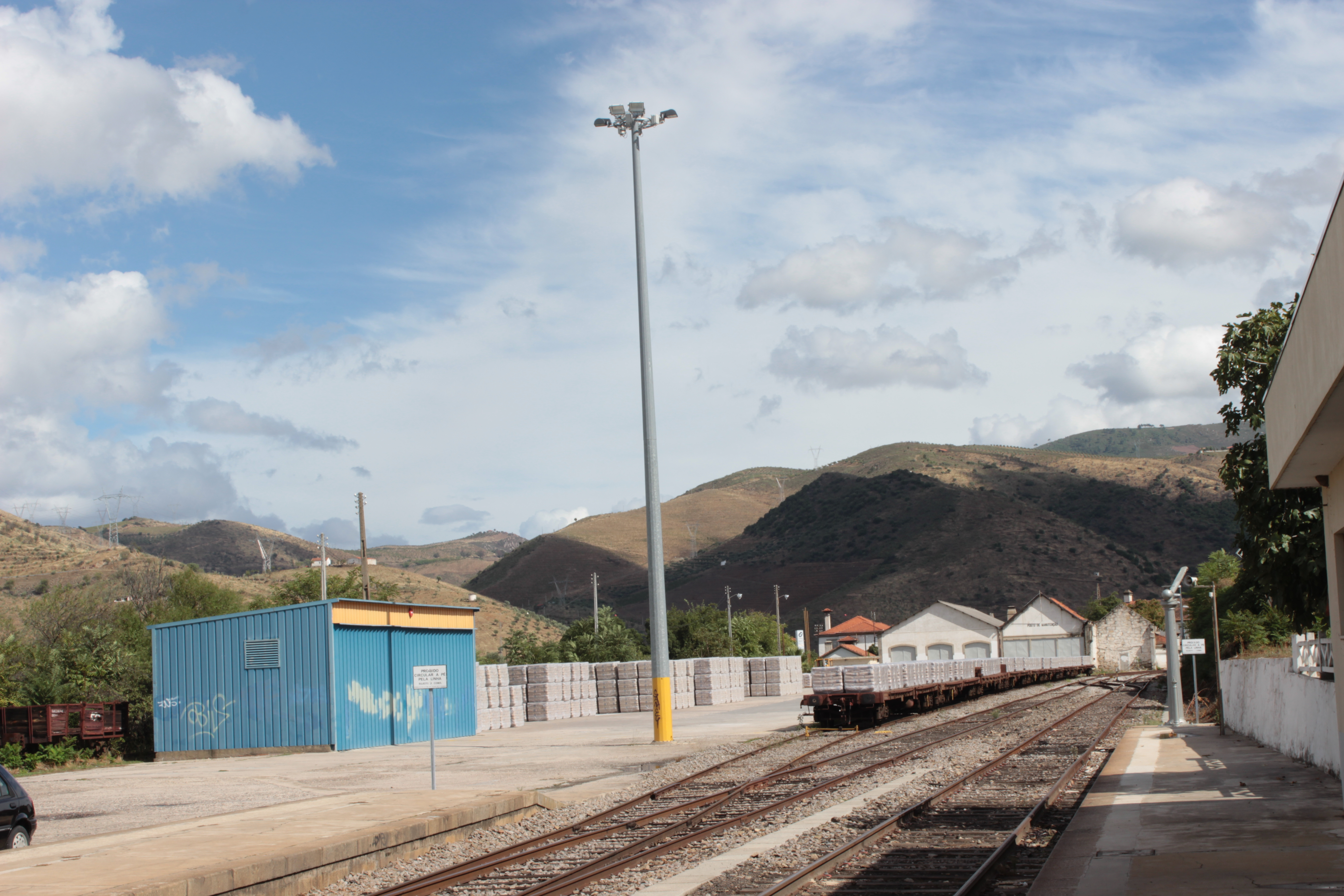
Estação do Pocinho, em 2013. Os edifícios ao fundo no centro eram um posto de manutenção para material circulante de via estreita.

O primeiro lanço da Linha do Sabor, entre o Pocinho e Carviçais, foi concluído nos princípios de 1911, e entrou ao serviço em 17 de Setembro desse ano. Após 1947, as locomotivas de via estreita E61 e E41 realizaram manobras nesta estação. Na década de 1950, verificou-se um grande aumento no tráfego da Linha do Sabor, tendo chegado a ser organizados dois a quatro comboios diários de minério das Minas de Reboredo até ao Pocinho, onde era transbordado para vagões de via larga, e depois transportado até ao Porto de Leixões com destino ao Reino Unido. Segundo Albino Teixeira, ferroviário reformado que trabalhou na Linha do Douro, o processo de transbordo era «duro, penoso, podendo chamar-se autêntica escravatura», sendo feito em «condições desumanas», com «homens nus da cintura para cima» que «faziam aquele trabalho no pico do calor, suportando ainda a poeira originada por aquele trabalho».
Em 1988, foram encerrados os serviços na Linha do Sabor, e no troço entre Pocinho e Barca d’Alva da Linha do Douro. Esta decisão foi tomada no âmbito da estratégia do governo para os transportes nessa altura, que beneficiou a construção de auto-estradas em detrimento do transporte ferroviário.

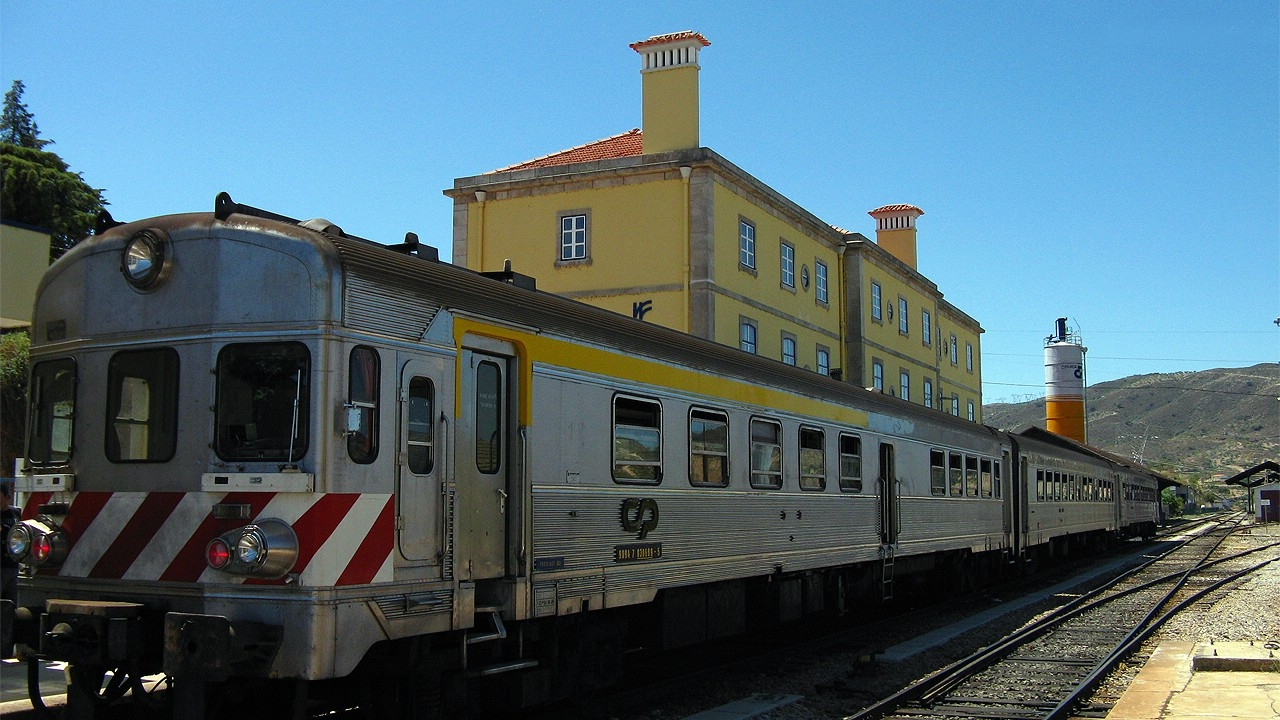
Automotora 0609 da operadora Comboios de Portugal na estação do Pocinho, em 2002.

### Século XXI
Em 2008, a Comissão de Coordenação da Região Norte estava a procurar operadores privados para a recuperação do troço entre Pocinho e Barca de Alva, e o seu aproveitamento para a circulação de comboios turísticos, rebocados por locomotivas a vapor, enquanto que a Rede Ferroviária Nacional considerava aquele lanço como sendo susceptível de ser transformando numa via verde.
Em Novembro de 2009, o lanço da Linha do Douro entre as estações do Tua e da Régua foi encerrado devido ao clima adverso e à queda de barreiras, tendo sido organizado um serviço rodoviário de substituição entre a Régua e o Pocinho. Em 25 de Dezembro do mesmo ano, ocorreu uma grande derrocada na Linha do Douro entre as estações do Tua e do Pocinho, interrompendo a circulação naquele lanço. Em Fevereiro de 2010, a Rede Ferroviária Nacional relatou que já se tinham iniciado as obras, prevendo que o lanço iria ser reaberto nos finais de Março. Entretanto, a ligação entre as duas estações foi feita através da utilização de autocarros e táxis.

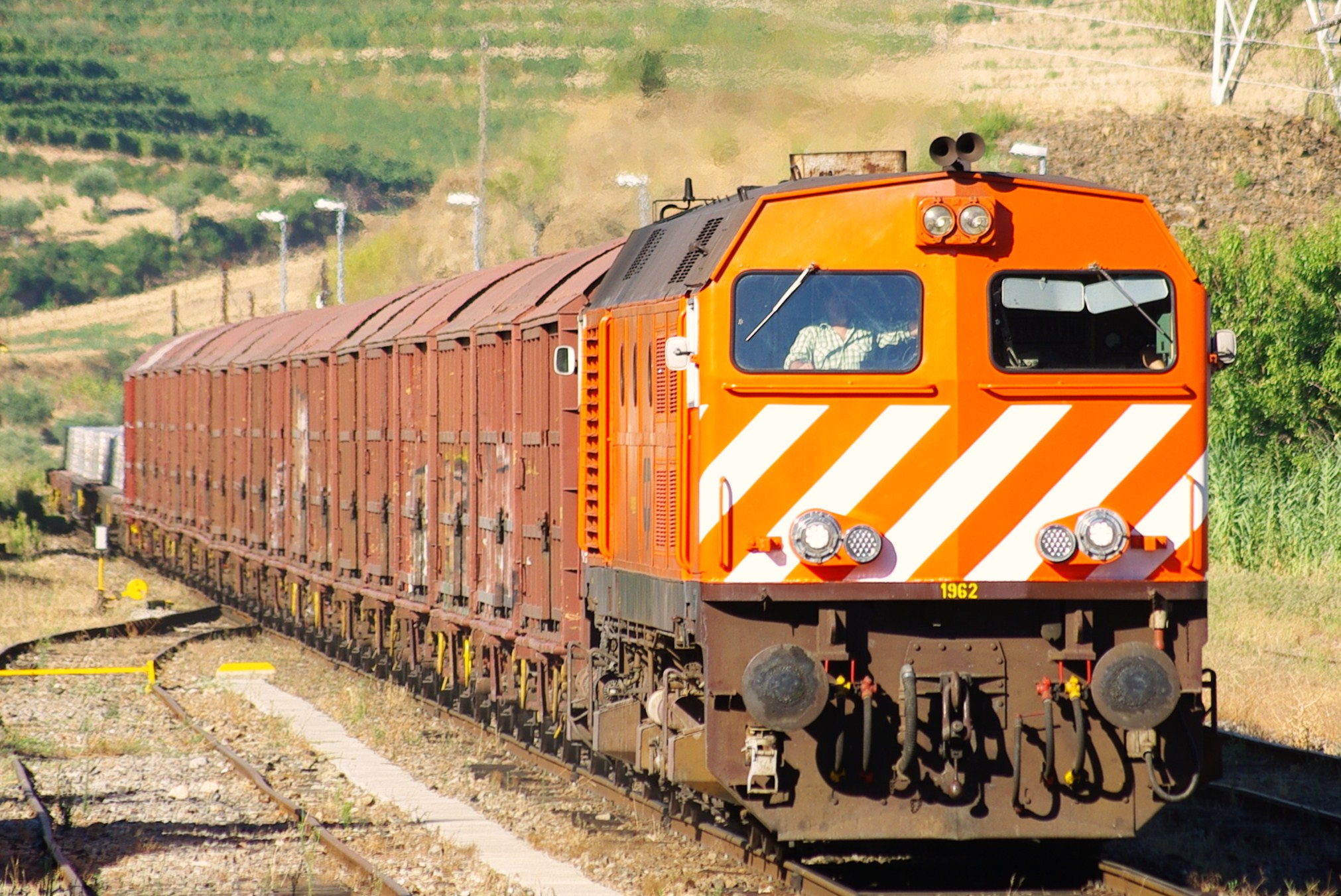
Comboio de mercadorias na estação do Pocinho, em 2010.

Em Janeiro de 2011, a estação possuía duas vias de circulação, ambas com 817 m de comprimento, e duas plataformas, com 139 e 42 m de comprimento, e 35 cm de altura — valores mais tarde alterados para os atuais.
Em Abril de 2011, o coordenador da Estrutura de Missão Douro, Ricardo Magalhães, chamou a atenção para a necessidade de reabrir o lanço entre o Pocinho e Barca de Alva e a ligação internacional, defendendo que esta iniciativa seria de grande interesse do ponto de vista regional, devido ao impulso que daria ao turismo. Naquela altura, a iniciativa para reabrir a linha já tinha o apoio do governo espanhol, e incluiria os municípios locais, a administração regional e os promotores do turismo e da indústria vinícola.
Em 27 de Janeiro de 2012, quatro jovens espanhóis foram detidos por militares da Guarda Nacional Republicana na estação do Pocinho, quando estavam a fazer graffitis num comboio estacionado. Os jovens foram apresentados no Tribunal de Foz Côa, que determinou uma caução no valor de 200 euros, e aplicou uma medida de coação de termo de identidade e residência.
Em Novembro de 2016, o Bloco de Esquerda criticou o estado de abandono da Linha do Douro e a degradação dos serviços naquele eixo, tendo defendido a realização de obras nas estações e a eletrificação do lanço até à Régua, e posteriormente até ao Pocinho e à fronteira. Este comunicado surgiu na sequência do Plano Ferrovia 2020, que previa a instalação da tracção eléctrica até Marco de Canaveses, e que deveria ter sido concluído até 2016. Em 26 de Novembro de 2018, a operadora Comboios de Portugal suspendeu a circulação no lanço da Linha do Douro entre Caíde e Marco de Canaveses, tendo garantido a circulação normal dos comboios no troço restante da linha, desde aquele ponto até ao Pocinho.
Em Junho de 2019, a Liga dos Amigos do Douro Património Mundial e a Fundação Museu do Douro iniciaram uma petição para a modernização de toda a Linha do Douro, incluindo o lanço do Pocinho a Barca de Alva, que deveria ser reaberto à circulação. Esta petição atingiu mais de treze mil assinaturas, um número muito superior às quatro mil que eram necessárias para levar o assunto ao parlamento, tendo sido entregue em 9 de Janeiro.

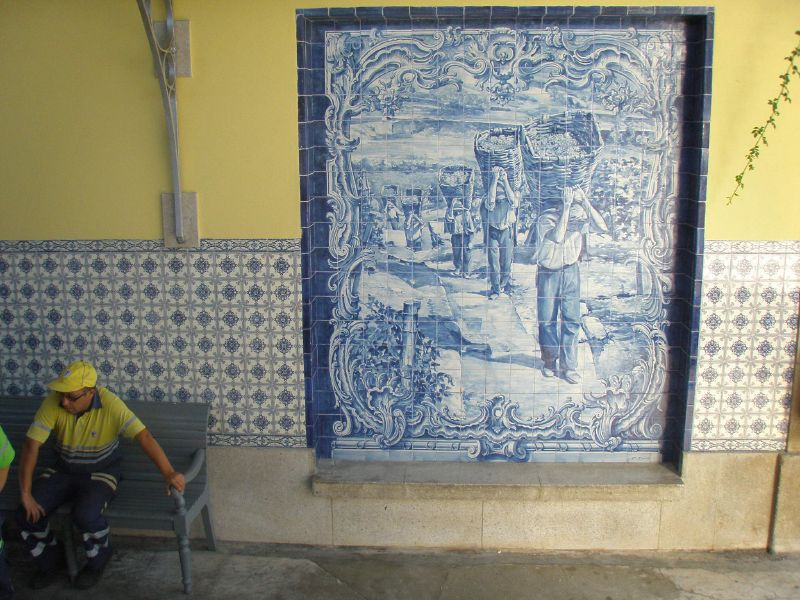
Painel de azulejos na estação do Pocinho.

Em Outubro de 2019, o presidente da Câmara do Peso da Régua, José Manuel Gonçalves, questionou a empresa Comboios de Portugal sobre uma planeada supressão dos serviços Regionais e Inter-Regionais na Linha do Douro, incluindo três comboios diários Inter-Regionais em cada sentido entre Peso da Régua e o Pocinho, tendo aquela operadora assegurado que não estava programada a suspensão de quaisquer serviços na linha. O autarca perguntou igualmente se a companhia estava a planear a substituição do material circulante, e se aquele que foi empregue durante as obras de electrificação iria regressar ao serviço da linha entre Marco de Canaveses e Pocinho, tendo a empresa respondido que estava a ser estudadas várias alterações, mas que não iriam ser postas em prática nessa altura.

## Leitura recomendada
- ABREU, Carlos (2015). A Linha do Vale do Sabor. Um Caminho-de-Ferro Raiano do Pocinho a Zamora. Valongo: Lema d`Origem. ISBN 9789898342591
- ANTUNES, J. A. Aranha;  et al. (2010). 1910-2010: O caminho de ferro em Portugal. Lisboa: CP-Comboios de Portugal e REFER - Rede Ferroviária Nacional. 233 páginas. ISBN 978-989-97035-0-6
- VILLAS-BOAS, Alfredo Vieira Peixoto de (2010) [1905]. Caminhos de Ferro Portuguezes. Lisboa e Valladollid: Livraria Clássica Editora e Editorial Maxtor. 583 páginas. ISBN 8497618556